# Kronweiler
 Kronweiler là một xã thuộc huyện Birkenfeld, bang Rheinland-Pfalz, Đức. Xã này có diện tích 3,51 km².